# Ruvegöl
Ruvegöl är en sjö i Nybro kommun i Småland och ingår i Ljungbyåns huvudavrinningsområde. Ruvegöl ligger i Gråstensmon Natura 2000-område.